# Razanandrongobe
Razanandrongobe – rodzaj drapieżnego archozaura żyjącego w środkowej jurze na terenie dzisiejszego Madagaskaru. Został opisany przez Maganuco, Dal Sasso i Pasiniego (2006) na podstawie niekompletnej kości szczękowej z trzema zębami (MSNM V5770) oraz kilku izolowanych zębów, odkrytych w datowanych na baton (ok. 164,7–167,7 mln lat) osadach formacji Sakaraha w Prowincji Mahajanga. Autorzy opisu Razanandrongobe początkowo zaliczyli go jedynie do archozaurów, wskazując, że skamieniałości tego taksonu przypominają budową szczęki i zęby teropodów oraz niektórych krokodylomorfów. W 2017 roku opisano kolejne szczątki Razanandrongobe, w tym niemal kompletną kość przedszczękową z pięcioma zębami oraz fragment kości zębowej. W tej drugiej znajdował się ząb o długości ponad 15 cm – największy ze wszystkich zębów przypisywanych do Razanandrongobe. Ich budowa sugeruje, że Razanandrongobe żywił się twardym pokarmem, takim jak ścięgna i kości. Prawdopodobnie cechował się on stosunkowo szerokim i wysokim pyskiem – z przodu żuchwa była bezzębna. Rozmiar odnalezionych skamieniałości dowodzi, że był to jeden z największych drapieżnych archozaurów Gondwany.
Dal Sasso i współautorzy (2017) wykluczyli przynależność Razanandrongobe do teropodów. Według nich rodzaj ten należy do krokodylomorfów z grupy Mesoeucrocodylia. Według przeprowadzonej przez nich analizy filogenetycznej Razanandrongobe jest przedstawicielem Notosuchia z kladu Ziphosuchia. Rodzaj ten jest jednak starszy od pozostałych znanych Notosuchia o ponad 40 mln lat, więc tak zaawansowaną pozycję filogenetyczną należy uważać za wstępną hipotezę.